# Anzou
Anzou (en àrab أنزو, Anzū; en amazic ⴰⵏⵣⵓ) és una comuna rural de la província d'Azilal, a la regió de Béni Mellal-Khénifra, al Marroc. Segons el cens de 2014 tenia una població total de 15.429 persones.